# Гишар, Полин
Полин Гишар (фр. Pauline Guichard; род. 14 ноября 1988, Коломб) — французская шахматистка, гроссмейстер (2011) среди женщин.
В составе сборной Франции участница двух Олимпиад (2010, 2014) и четырёх командных чемпионатов Европы (2009—2011, 2015—2017). Чемпионка Франции (2018).

## Изменения рейтинга
| Графики недоступны из-за технических проблем. См. информацию на Фабрикаторе и на mediawiki.org. |